# Neues vom Rond Point
Neues vom Rond Point war eine halbjährlich ausgestrahlte Modesendung, die von 1955 bis 1968 produziert wurde. Moderiert wurde die Sendung von Antonia Hilke.
Antonia Hilke arbeitete als Illustratorin für Tageszeitungen, als sie von der NWDR-Abteilung „Fernseh-Versuchsprogramm“ darum gebeten wurde, eine Testsendung zum Thema Mode zu machen. Das nötige Know-how würde sie bei der Arbeit erlernen. Nachdem die Testsendung positiv aufgenommen wurde, berichtete Antonia Hilke jährlich im Frühjahr und im Herbst von den aktuellen Modeentwicklungen, wofür sie mit einem Kamerateam nach Paris reiste, um dort direkt an den Laufstegen zu filmen. Da das Fernsehen in der Nachkriegszeit als unseriöses Medium galt, wurde die Journalistin von den Modehäusern zunächst ignoriert, sodass sie mit eigens dafür engagierten Models Modeschauen im Studio nachstellte. Der dabei entstandene Stil, Models vor dekorationslosem weißem Hintergrund zu zeigen, hat den Modejournalismus bis heute geprägt.
Neues vom Rond Point wurde 1968 eingestellt, die Nachfolgesendung Neues vom Kleidermarkt ging mit ähnlichem Konzept und gleicher Moderatorin 1972 auf Sendung und lief bis 1990.